# Zuocun (köpinghuvudort i Kina, Shandong)
Zuocun (kinesiska: 柞村, 柞村镇) är en köpinghuvudort i Kina. Den ligger i provinsen Shandong, i den östra delen av landet, omkring 270 kilometer öster om provinshuvudstaden Jinan. Antalet invånare är 42 500. Befolkningen består av 20 501 kvinnor och 21 999 män. Barn under 15 år utgör 13,0 %, vuxna 15-64 år 73 %, och äldre över 65 år 13,0 %.
Runt Zuocun är det tätbefolkat, med 427 invånare per kvadratkilometer. Närmaste större samhälle är Shahe, 15,4 km väster om Zuocun. Trakten runt Zuocun består till största delen av jordbruksmark.
Genomsnittlig årsnederbörd är 712 millimeter. Den regnigaste månaden är juli, med i genomsnitt 275 mm nederbörd, och den torraste är januari, med 8 mm nederbörd.